# راي سميث (لاعب كرة قدم بريطاني)
راي سميث (بالإنجليزية: Ray Smith)‏ هو لاعب كرة قدم بريطاني في مركز الهجوم، ولد في 18 أبريل 1943 في إيزلينغتون ‏ في المملكة المتحدة. لعب مع نادي بيتربورو يونايتد.